# Mohammed Dib
Mohammed Dib (arabisch محمد ديب, DMG Muḥammad Dīb; * 21. Juli 1920 in Tlemcen, Algerien; † 2. Mai 2003 in La Celle-Saint-Cloud bei Paris) war ein algerischer Journalist und Schriftsteller.

## Leben
Mohammed Dib wurde in Tlemcen (Westalgerien) in eine verarmte Mittelschichtfamilie geboren. Sein Vater starb, als er noch ein Kind war. Mit 15 begann er, Gedichte zu schreiben. Im Alter von 18 Jahren nahm er eine Arbeit als Lehrer in Oujda (Marokko) auf. 
Später arbeitete er unter anderem als Weber, Lehrer, Buchhalter und Übersetzer für das französische und britische Militär und als Journalist für die Zeitungen Alger Républicain und Liberté. In dieser Zeit studierte er ebenfalls Literatur an der Universität von Algier.
Zwei Jahre vor der algerischen Revolution heiratete er 1952 eine französische Frau und trat der Kommunistischen Partei Frankreichs bei. Im gleichen Jahr erschien sein erster Roman La Grande Maison (dt. Das große Haus).
Wegen seines Engagements für die algerische Unabhängigkeitsbewegung wurde er 1959 aus Algerien ausgewiesen. Dabei spielten auch seine Romane, die das Leben im kolonialen Algerien realistisch darstellten, eine Rolle. Im Gegensatz zu den meisten anderen algerischen Exilanten, die nach Kairo auswichen, zog Dib nach Frankreich.
Seine Aufenthaltsgenehmigung dort verdankte er dem Einfluss verschiedener Schriftsteller (u. a. Albert Camus) auf die französischen Behörden. Ab 1967 lebte er in La Celle-Saint-Cloud bei Paris.
Von 1967 bis 1977 lehrte Dib an der University of California in Los Angeles. Außerdem hatte er eine Professur an der Sorbonne inne. Einige seiner Spätwerke spielen in Finnland, wohin er oft reiste.
Dib starb am 2. Mai 2003 in La Celle-Saint-Cloud. Der französische Kultusminister Jean-Jacques Aillagon würdigte ihn postum als „Brücke zwischen Algerien und Frankreich, zwischen dem Norden und dem Mittelmeerraum“.

## Werk
Das Ziel von Dibs Romanen war es, die algerische Kultur und Lebensweise einer breiteren – vornehmlich französischsprachigen – Öffentlichkeit zu vermitteln. Die algerische Revolution (1954–1962) beeinflusste sein Schaffen, er wollte die Welt auf den algerischen Unabhängigkeitskampf aufmerksam machen. Er setzte sich für (politische) Gleichberechtigung ein und stellte die Forderung auf, dass „die Dinge, die uns unterscheiden, immer nebensächlich sein müssen“. In gewisser Weise konterkarieren die vielen Auszeichnungen, die er von der etablierten französischen Literaturszene erhielt, seine Emanzipationsbestrebungen.
Sein Debütroman La Grande Maison war der erste Teil einer algerischen Trilogie, die sich mit dem Leben einer algerischen Großfamilie beschäftigt. Die Trilogie beschreibt das Leben des Protagonisten Omar, im ersten Teil die Zeit vor dem Zweiten Weltkrieg. Der 1954 erschienene zweite Teil trug den Titel L’Incendie (dt. Der Brand) und umfasste die Zeit während des Zweiten Weltkriegs. Omars Schicksal als erwachsener Mann wird im 1957 veröffentlichten dritten Teil Le Métier à tisser (dt. Der Webstuhl) erzählt. Die gesamte Trilogie trägt autobiographische Züge.
Die algerische Trilogie ist in einem naturalistischen Stil (ähnlich dem vom Émile Zola) geschrieben, die späteren Werke Dibs wiesen dagegen oft eine andere, teilweise surrealistische, Erzählweise auf. In seinem Roman über den Kolonialkrieg in Algerien Qui se souvient de la mer (dt. Und ich erinnere mich an das Meer. Phantastischer Roman) von 1962 verwendete er Elemente der Science Fiction und sein letzter Roman L.A. Trip war in lyrischer Form abgefasst.
Von 1985 bis 1994 schrieb er vier autobiographische Romane über einen Araber, der Finnland besucht und dem aus einer Romanze mit einer finnischen Frau ein Kind geboren wird. Das letzte der vier Bücher beschreibt den Besuch des Kindes in der Heimat seines Vaters. Neben seinen eigenen Werken arbeitete Dib an der Übersetzung einiger Bücher aus dem Finnischen ins Französische mit.

## Auszeichnungen
- 1995: Grand Prix de la Francophonie de l’Académie Française für das Gesamtwerk[1]
- 1998: Prix Mallarmé für L’enfant-jazz

## Schriften
- La Grande Maison (Roman, 1952), deutsch: Das grosse Haus erschienen im Verlag Volk und Welt, 1956
- L’Incendie (Roman, 1954), deutsch: Der Brand erschienen im Verlag Volk und Welt, 1956
- Le Métier à tisser (Roman, 1957), deutsch: Der Webstuhl erschienen im Verlag Volk und Welt, 1959
- Qui se souvient de la mer (Roman, 1962), deutsch: Und ich erinnere mich an das Meer. Phantastischer Roman, 1992. (Hörspielfassung von Ulrich Gerhardt. Prod.: DLR Berlin, 2004.)
- L’infante maure (Roman, 1994), deutsch: Die maurische Infantin übersetzt von Regina Keil, Kiepenheuer & Witsch, Köln 1997, ISBN 3-462-02607-0.